# Паяжинна брадавица
Паяжинната брадавица (на английски: spinneret) е анатомичен орган при паяците, разположен в долната задна част на корема (opisthosoma). Тя е свързана с паяжинните жлези и основната ѝ функция е формирането на паяжинни влакна.
Обикновено паяците имат 3 чифта подвижни паяжинни брадавици, но могат да варират от 1 до 4. Повечето паяжинни брадавици не са само прости структури с един отвор, а имат много сложна сегментирана структура, съставена от множество микроскопични дюзички, всяка от които произвежда по една копринена нишка. Секретът, който се отделя от тях се втвърдява при контакт с въздуха и по този начин се образува паяжината. Тя е близка по химически състав до коприната на копринените буби (разликата е в по-малкото количество слепващо вещество серицин). Тя е суха, лепкава и различна на дебелина и цвят. В основата си съдържа протеинът фиброин, който представлява сложен комплекс от албумини, глутаминова киселина и алфа-аланин.